# Allure pentapédique
L'allure pentapédique, en anglais pentapedal gait, est une allure que l'on rencontre chez les macropodidés de moyenne ou de grande taille, par exemple chez les kangourous géants. La plus lente des deux allures utilisées par ces quadrupèdes, elle se caractérise par l'utilisation de la queue comme d'un cinquième appui au sol : le poids de l'animal repose un instant sur son appendice caudal et ses membres supérieurs pendant qu'il ramène les pattes arrière vers l'avant.